# Somalistrauß

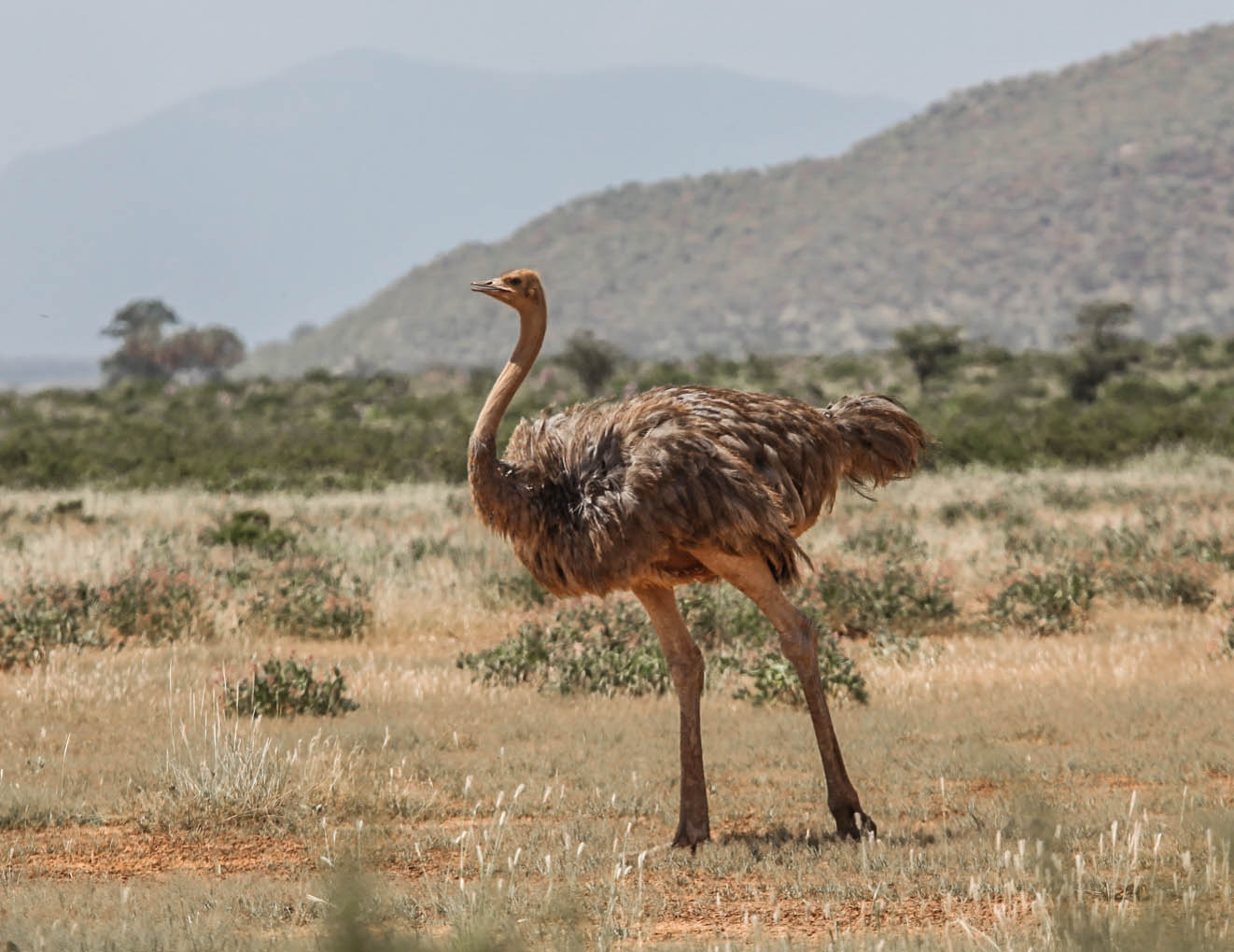
Weibchen

Der Somalistrauß (Struthio molybdophanes) ist eine Vogelart aus der Familie der Strauße, die bis 2014 als Unterart des Afrikanischen Straußes (Struthio camelus) angesehen wurde. Molekulargenetische Untersuchungen der mitochondrialen DNA weisen darauf hin, dass die beiden Arten seit etwa 3,6 bis 4,1 Millionen Jahren genetisch voneinander getrennt sind, wobei der Ostafrikanische Graben und die unterschiedliche Nutzung ökologischer Nischen als Barrieren gedient haben könnten.

## Beschreibung
Die Männchen erreichen 210 bis 275 Zentimeter Höhe bei einem Gewicht von 100 bis 156 Kilogramm und zählen damit zusammen mit dem Afrikanischen Strauß zu den weltweit größten noch lebenden Vogelarten. Sie besitzen bis auf die leuchtendweißen Flügel und den ebenso weißen Schwanz ein tiefschwarzes Gefieder. Vom Afrikanischen Strauß unterscheiden sie sich dadurch, dass die unbefiederten Körperteile – Kopf, Hals und Beine – blaugrau und die Augen blass graubraun sind. Die Weibchen sind dunkelbraun gefiedert mit blaugrauen Augen.

## Vorkommen
Der Somalistrauß kommt in Ostafrika in Äthiopien, Somalia, Dschibuti und Kenia vor. Er besiedelt einzeln oder in Paaren, gelegentlich auch in Gruppen von bis zu 40 Tieren verschiedene Habitate, von Trocken- und Dornstrauchsavannen bis zu strauchigen und bewaldeten Gebieten. In der Roten Liste der IUCN wird die Art auf Grund des starken Populationsrückgangs in den letzten 50 Jahren als gefährdet (vulnerable) eingeordnet.

## Nachweise
1. ↑  Freitag, Stephanie; & Robinson, Terence J.: Phylogeographic patterns in mitochondrial DNA of the Ostrich (Struthio camelus). In: The Auk. 110. Jahrgang, Nr. 3, 1993, S. 614–622, doi:10.2307/4088425 (unm.edu [PDF]).
2. ↑  Somalistrauß bei BirdLife International
3. ↑  Struthio molybdophanes in der Roten Liste gefährdeter Arten der IUCN 2014.